# Instituição cultural
Instituição cultural é um elemento em uma cultura que é entendida como importante, ou tradicionalmente valorizada entre seus membros por seus valores identitários.Exemplos de instituições culturais nas sociedades ocidentais modernas são Museus, Escolas e Bibliotecas.